# Pingtouchuan
Pingtouchuan är en köping i nordvästra Kina. Den ligger i Huining härad i staden Baiyin i provinsen Gansu, omkring 140 kilometer öster om provinshuvudstaden Lanzhou. Antalet invånare är 10 978. Befolkningen består av 5 338 kvinnor och 5 640 män. Barn under 15 år utgör 17,0 %, vuxna 15-64 år 72 %, och äldre över 65 år 9,0 %.